# Museo della preistoria Luigi Donini
Il Museo della preistoria Luigi Donini è un museo situato a San Lazzaro di Savena, nella città metropolitana di Bologna in Emilia-Romagna. Il museo propone all'esterno della struttura museale l'itinerario didattico chiamato PreistoPark.

## Storia

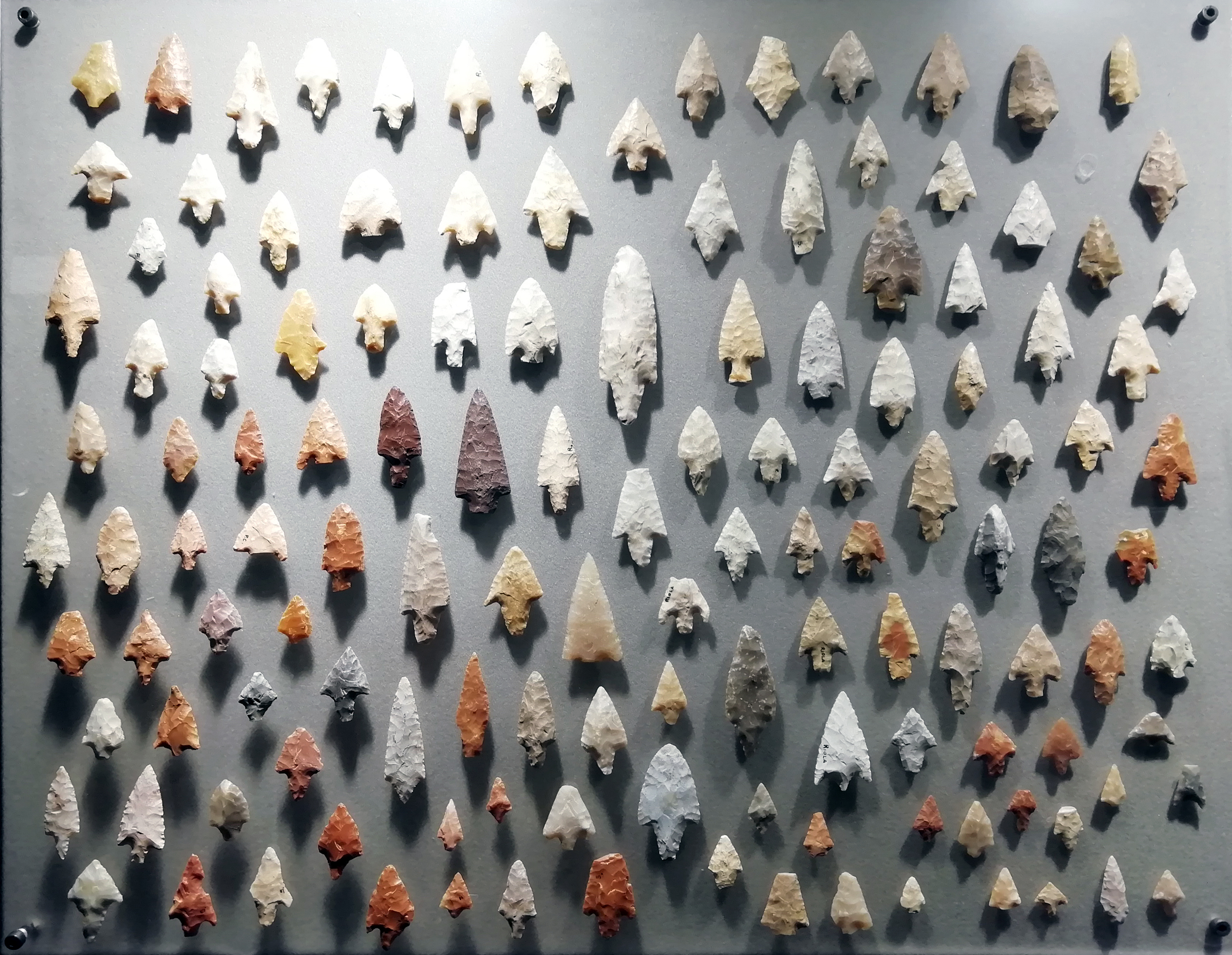

Il Museo della preistoria Luigi Donini era originariamente una struttura museale archeologica dedicata alla memoria del naturalista e speleologo sanlazzarese Luigi Donini. Fu istituito nel 1971 all'interno dell'Abbazia di Santa Cecilia della Croara, dell'XI secolo, sulle colline di San Lazzaro di Savena e all'interno del Parco regionale dei Gessi Bolognesi e Calanchi dell'Abbadessa.
Nel 1985 il Comune di San Lazzaro subentrò nella gestione del museo, spostandone la collocazione nell'abitato cittadino. È in tale sede che venne dato un nuovo assetto alla custodia e all'allestimento dei reperti, incrementati grazie a nuove testimonianze del passato remoto. Il museo espose al pubblico le ossa fossilizzate di mammiferi ritrovati nel giacimento dell'ex cava a filo di gesso nella frazione Croara.
In seguito al continuo accrescimento delle collezioni ricavate dalla geologia costituente l'Appennino bolognese, la struttura venne sottoposta a lavori d'ampliamento e nel 2003 riaprì al pubblico sotto la denominazione di "Museo della preistoria", con nuovi diorami e una presentazione rinnovata dei reperti.
All'esterno del museo, dal 2008 è fruibile l'itinerario didattico PreistoPark.

## Percorso museale

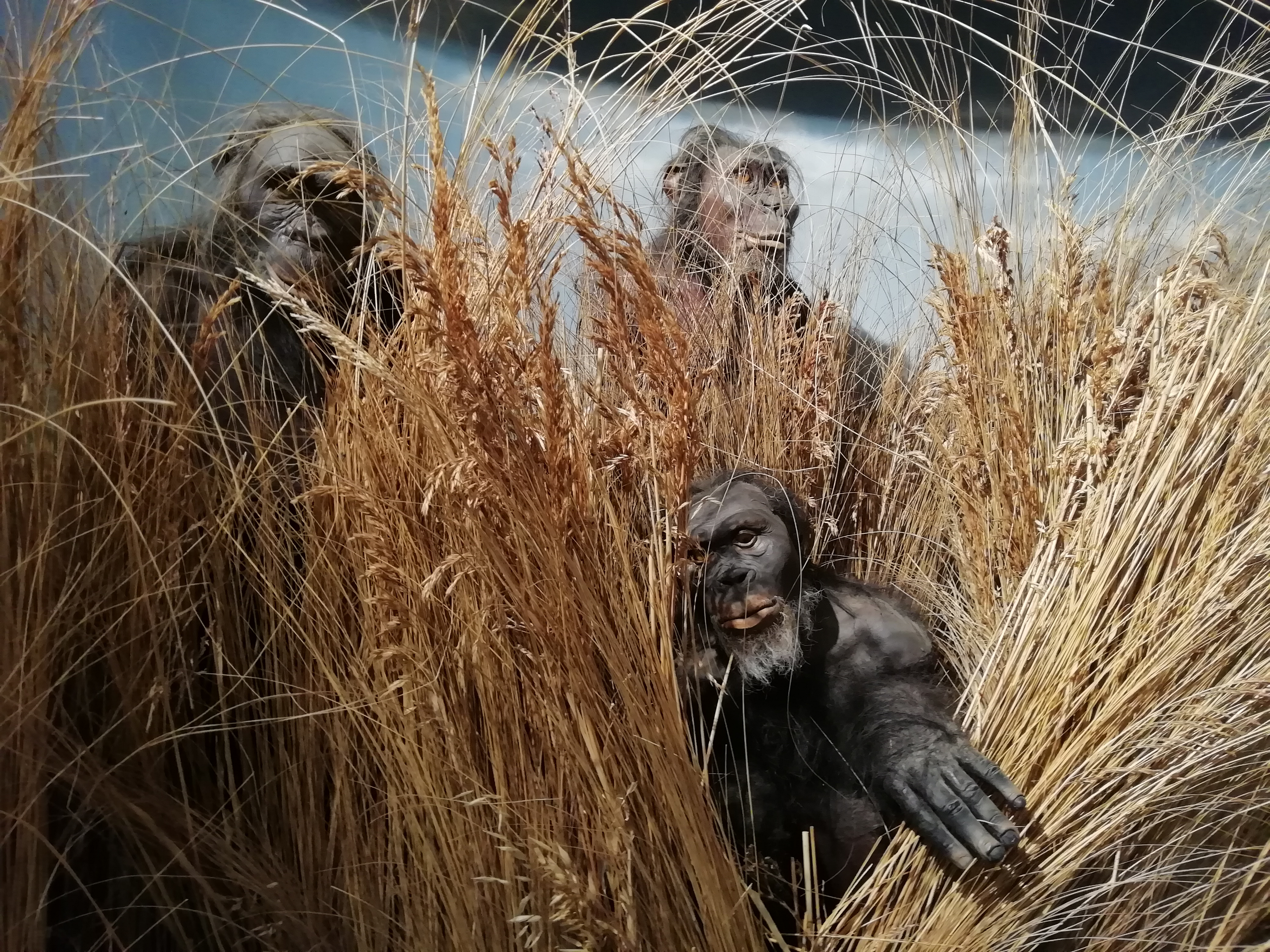
La Galleria degli antenati

L'allestimento mescola reperti originali con ricostruzioni scenografiche dettagliate in scala 1:1 di una panoramica antropologica degli uomini primitivi, la narrazione dell'habitat ricostruito di una grotta dei Gessi Bolognesi in cui vivevano le popolazioni, la presenza di una palafitta e l'istantanea delle grandi faune estinte della Glaciazione Würm (come il megacero e il bisonte delle steppe).
La realtà museale è articolata su due piani (l'estensione superficiale complessiva supera i 500 m²) e il percorso didattico e pedagogico si caratterizza per una dislocazione su sezioni espositive, le quali descrivono i principali fenomeni concatenati al territorio (nelle sue origini) a livello geologico, paleoecologico e antropologico. Le tematiche trattate vengono sottolineate dalla presenza di fossili (bivalvi, molluschi, gasteropodi e litodomi, a titolo d'esempio) e raccolte archeologiche (come le tracce della civiltà villanoviana), ricostruzioni di tipo dioramico e l'installazione di pannelli pittorici.
Le tre sale della mostra sono rispettivamente intitolate "Ambienti scomparsi", "Primi uomini" e "Civiltà del Ferro".

### Il PreistoPark

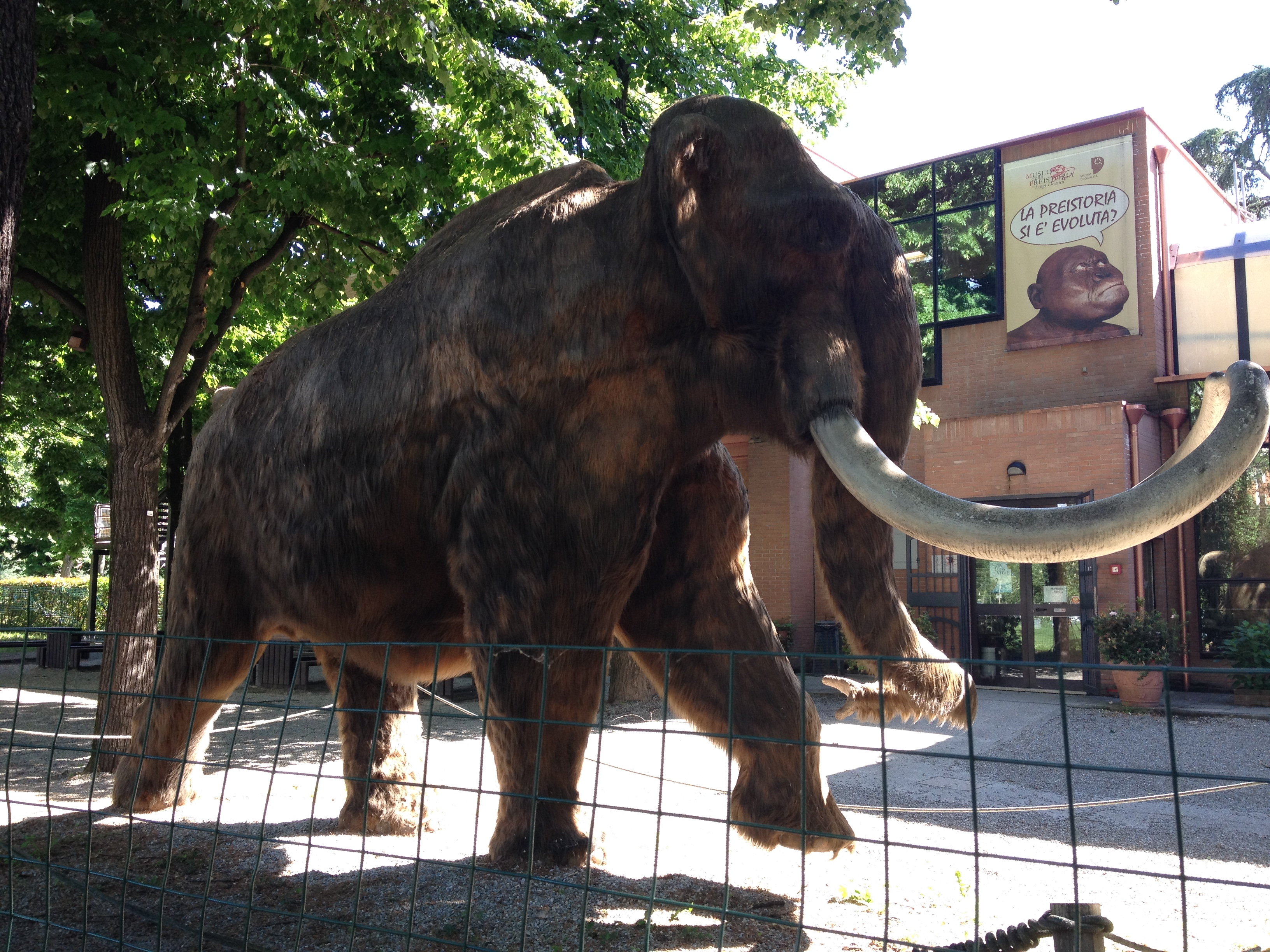
La riproduzione in scala 1:1 di un mammut del PreistoPark annesso al museo

Il PreistoPark è un itinerario didattico e un mini parco tematico dedicato ai grandi mammiferi estinti. Il PreistoPark presenta riproduzioni fedeli e a grandezza naturale del mammut, del leone delle caverne, dell'orso delle caverne e della iena delle caverne.

### Pubblicazioni
- Federica Fontana, Gabriele Nenzioni e Carlo Pagani, Depositi paleolitici e industrie nell'area bolognese orientale : nuovi dati e dinamiche interpretative (PDF), a cura di Fiamma Lenzi, Museo della preistoria Luigi Donini, [2018?], ISBN 978-88-97281-70-2, OCLC 1080496808. URL consultato il 22 gennaio 2022.